# پارون (آرکانزاس)
پارون (به انگلیسی: Paron) یک منطقهٔ مسکونی در ایالات متحده آمریکا است که در شهرستان سالین، آرکانزاس واقع شده‌است. پارون ۱۴۹٫۹۶ متر بالاتر از سطح دریا واقع شده‌است.